# Pou de Vida
Pou de Vida és una masia de Folgueroles (Osona) inclosa a l'Inventari del Patrimoni Arquitectònic de Catalunya.

## Descripció
Es tracta d'una masia de planta quadrada coberta a dues vessants amb el carener paral·lel a la façana la qual està situada migdia. Consta de planta baixa, primer pis i golfes. El carener de la part de la façana és més allargat per tal de cobrir el cos de porxos, el qual està sostingut per dos pilars de pedra de secció quadrada i una barana al primer pis. Sota els porxos hi ha el portal primitiu que està descentrat del cos de l'edificació i és adovellat (parcialment mutilat pels porxos). Al primer pis s'hi obren dos portals i dues finestres, a les golfes s'oren, també, dos finestres amb els ampits motllurats. A llevant hi ha petites obertures de totxo, a tramuntana hi ha una finestra amb motllura i datada, a ponent hi ha obertures de les mateixes característiques i s'hi adossa un cobert de totxo. L'antiga lliça s'ha enderrocat recentment. Pel que fa als materials constructius, fins al primer pis margues blaves i algun gres, les golfes són de tàpia. Els escaires i els carreus de les obertures són de gresos de color oliva i ben treballats. L'estat de conservació és dolent, ja que es troba deshabitada.

## Història
Aquesta antiga masia es troba registrada en els fogatges de la parròquia i terme de Folgueroles de l'any 1553, aleshores habitava el mas un tal Miquelot Corcó àlies Pou de Vida. La casa al llarg dels anys ha sofert diverses transformacions, com pot ser la construcció del porxo. Una finestra de la part de tramuntana duu la data de 1732. Hi ha una bonica llegenda que explica l'origen del nom del mas i del motiu de la construcció de la capella de Sant Francesc. En aquest sentit, Mn. Cinto Verdaguer explica: Sant Francesc d'Asís arribà a Vic i en ésser en aquest planell prop del Gurri va sofrir èxtasis en ple camp i un pagès el portà aigua de la font del mas, rebent així, pou i mas, el designi de "POUDEVIDA"; amb posterioritat aquest fet fou commemorat amb l'aixecament d'un pedronet que més tard, amb l'arribada dels franciscans, es convertí en la capella de Sant Francesc.